# Rune Almén
Rune Almén (Suecia, 20 de octubre de 1952) es un atleta sueco retirado especializado en la prueba de salto de altura, en la que consiguió ser medallista de bronce europeo en pista cubierta en 1975.

## Carrera deportiva
En el Campeonato Europeo de Atletismo en Pista Cubierta de 1975 ganó la medalla de bronce en el salto de altura, con un salto por encima de 2,19 metros, tras el checoslovaco Vladimír Malý (oro con 2,21 metros) y el húngaro Endre Kelemen (plata también con 2,19 metros pero en menos intentos).